# CryptoNote
CryptoNote è un protocollo Internet di livello applicativo che potenzia la valute digitali orientate alla privacy decentralizzata.
Concettualmente è un'evoluzione delle idee sottostanti a Bitcoin.
Si discosta da Bitcoin nel fatto che la catena di blocchi (blockchain) in cui vengono memorizzate le transazioni è quasi anonima.
Le valute basate su Cryptonote usano una "contabilità pubblica" distribuita che registra tutti i bilanciamenti e le transazioni della propria valuta, ma non può essere seguita come in una catena di Blockchain per sapere chi ha inviato o ricevuto denaro.
Il conto approssimato della transazione è conosciuto ma non l'origine, la destinazione e il conto attuale. Le uniche persone che hanno accesso a tutte le informazioni sono solo chi invia e chi riceve il denaro per quella transazione e la persona che possiede una o entrambe le chiavi segrete.
Si discosta da Bitcoin per avere integrato un algoritmo proof-of-work basato su hash. Cryptonote usa la funzione di hash legata alla memoria "Cryptonight", a differenza di Bitcoin che ne usa una basata su CPU (SHA256).

## Origini
La tecnologia di CryptoNote fu descritta la prima volta in un whitepaper CryptoNote v 1.0. Una versione aggiornata fu pubblicata successivamente: CryptoNote v 2.0[6]. The CryptoNote fu prima sviluppata in Java fe poi riscritta in C++ nel 2013.

## Valute basate su CryptoNote
- Electroneum
- MobileCoin - Usata da Signal nel Regno Unito
- Monero
- NinjaCoin